# Comnena (hija de Alejo I de Trebisonda)
Comnena fue la esposa de Andrónico I de Trebisonda. Su primer nombre es desconocido. Comnena es la forma femenina de «Comneno», su nombre de familia.

## Familia
Era la única hija conocida de Alejo I de Trebisonda y Teodora Axuchina. Sus hermanos incluyen a Juan I de Trebisonda y Manuel I de Trebisonda.
Sus abuelos paternos fueron Manuel Comneno y Rusudan de Georgia. Su abuelo materno fue probablemente Juan Comneno Axuch. Juan fue un efímero emperador rival de Alejo III Ángelo. El 31 de julio de 1200, Juan fue proclamado emperador en Santa Sofía. Fue traicionado y asesinado por sus propios soldados, que desertaron nuevamente al servicio de Alejo. «A Genealogy of the Grand Komnenoi of Trebizond» de Kelsey Jackson Williams, lo llama «Juan el Gordo». Williams teoriza que la abuela materna de Comnena era la hija de Juan II Comneno y Piroska de Hungría.

## Emperatriz
Comnena se casó con Andrónico Gidos. La crónica de Miguel Panaretos lo llama «Gidon». El origen de este apellido es desconocido. El artículo «Byzantine Trebizond: A Provincial Literary Landscape» de Jan Olof Rosenqvist sugiere que puede originarse en el primer nombre de Guido, indicando orígenes italianos.
Un Andrónico Gidos es registrado por Nicetas Coniates sirviendo bajo Teodoro I Láscaris, emperador de Nicea. En 1206, este Andrónico emboscó ua na fuerza de trescientos soldados del Imperio latino en Tráquea, cerca de Nicomedia. La fuerza invasora había sido prestada por Enrique de Flandes a David Comneno como parte de su alianza contra Teodoro I. Si este Gidos era su marido o un pariente suyo del mismo nombre es incierto.
El 1 de febrero de 1222, Alejo I murió. Fue sucedido no por sus hijos sino por su yerno, Andrónico. Gidos era probablemente un prominente miembro militar, mientras que sus cuñados eran todavía menores de edad. Comnena era su emperatriz consorte, sucediendo a su madre. Su matrimonio parece haber tenido hijos. Andrónico murió en 1235, sucedido por su cuñado Juan I de Trebisonda.